# Escut de Vallbona d'Anoia
L'escut oficial de Vallbona d'Anoia té el següent blasonament:
Escut caironat: de gules, una palma d'or en pal i un ganivet d'atzur manegat de sable en faixa passats en creu llatina revessada, el ganivet per damunt de la palma, acompanyats a la punta d'una faixa ondada d'argent. Per timbre, una corona mural de poble.

## Història
Va ser aprovat el 29 de novembre de 1993 i publicat al DOGC el 13 de desembre del mateix any amb el número 1831.
La palma i el ganivet són els atributs del martiri de sant Bartomeu, patró del poble, que fou escorxat i decapitat. La faixa ondada representa el riu Anoia.